# Fiesta de los Faroles

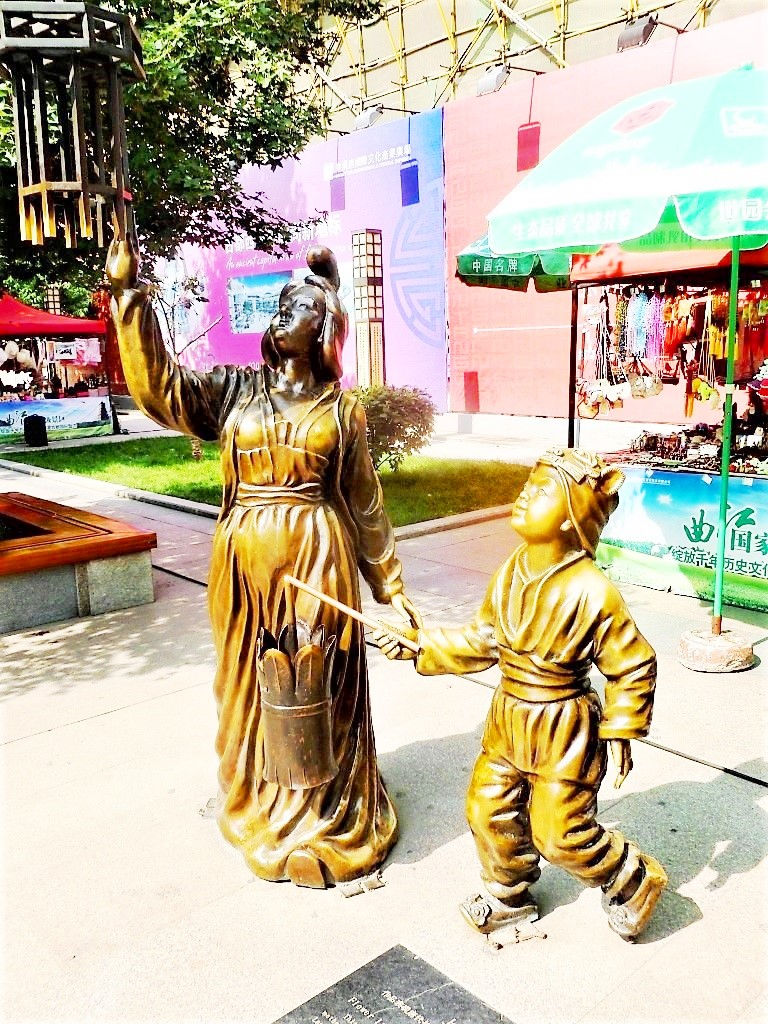
Estatuas de una madre e hija celebrando la Fiesta de los Faroles. Xi'an

La Fiesta de los Faroles (chino tradicional: 元宵節; chino simplificado:元宵节), también llamado Festival Shangyuan (chino tradicional: 上元節; chino simplificado:上元节), es un festival tradicional chino que se celebra en el decimoquinto día del primer mes en el calendario lunisolar chino. Normalmente, cae en febrero o inicios de marzo en el calendario gregoriano y marca el último día de las celebraciones tradicionales del Año Nuevo chino. A partir de la Dinastía Occidental Han (206 a. C. –25 d. C.),  se convirtió en un festival con una gran importancia.
Durante la Fiesta de los Faroles, los niños salen por la noche cargando farolillos de papel y resuelven las adivinanzas de las linternas. En la antigüedad, las linternas eran muy sencillas, y solo el emperador y los nobles tenían grandes linternas ornamentales. En los tiempos modernos, las linternas han sido embellecidas con muchos diseños complejos. Por ejemplo, ahora las linternas se suelen hacer en la forma de animales. Las linternas pueden simbolizar a las personas que dejan ir su yo pasado y consiguen uno nuevo, el cual dejarán ir el año que viene. Las linternas casi siempre son rojas para simbolizar buena fortuna.
El festival actúa como un día Uposatha en el calendario chino. No se lo debe confundir con el Festival del Medio Otoño; al que a veces también se le conoce como el "Festival de Linterna" en lugares como Indonesia, Malasia, y Singapur. Los festivales de linternas también se han vuelto populares en países occidentales, como el Festival de Linternas de Agua que se lleva a cabo en múltiples sitios en los Estados Unidos. En Londres, el Festival de la Linterna Mágica se realiza cada año.

## Origen
Hay varias creencias sobre el origen de la Fiesta de los Faroles. Sin embargo, sus raíces remontan más de hace 2000 años y  popularmente se lo relaciona al reinado de Emperador Ming de la Dinastía Han en los tiempos cuando el budismo crecía en China. El Emperador Ming, un defensor del budismo, se dio cuenta de que los monjes encendían linternas en los templos el decimoquinto día del primer mes lunar. Como resultado, ordenó a todas las casas, templos y al palacio imperial que encendieran linternas esa noche. Desde ese momento, se convirtió en una tradición del pueblo. Otro origen probable es la celebración de "la decreciente oscuridad de invierno" y la habilidad de la comunidad para "moverse de noche con luz hecha por los humanos", concretamente, las linternas. Durante la dinastía Han, el festival estuvo conectado a Ti Yin, la deidad de la Estrella Del norte.

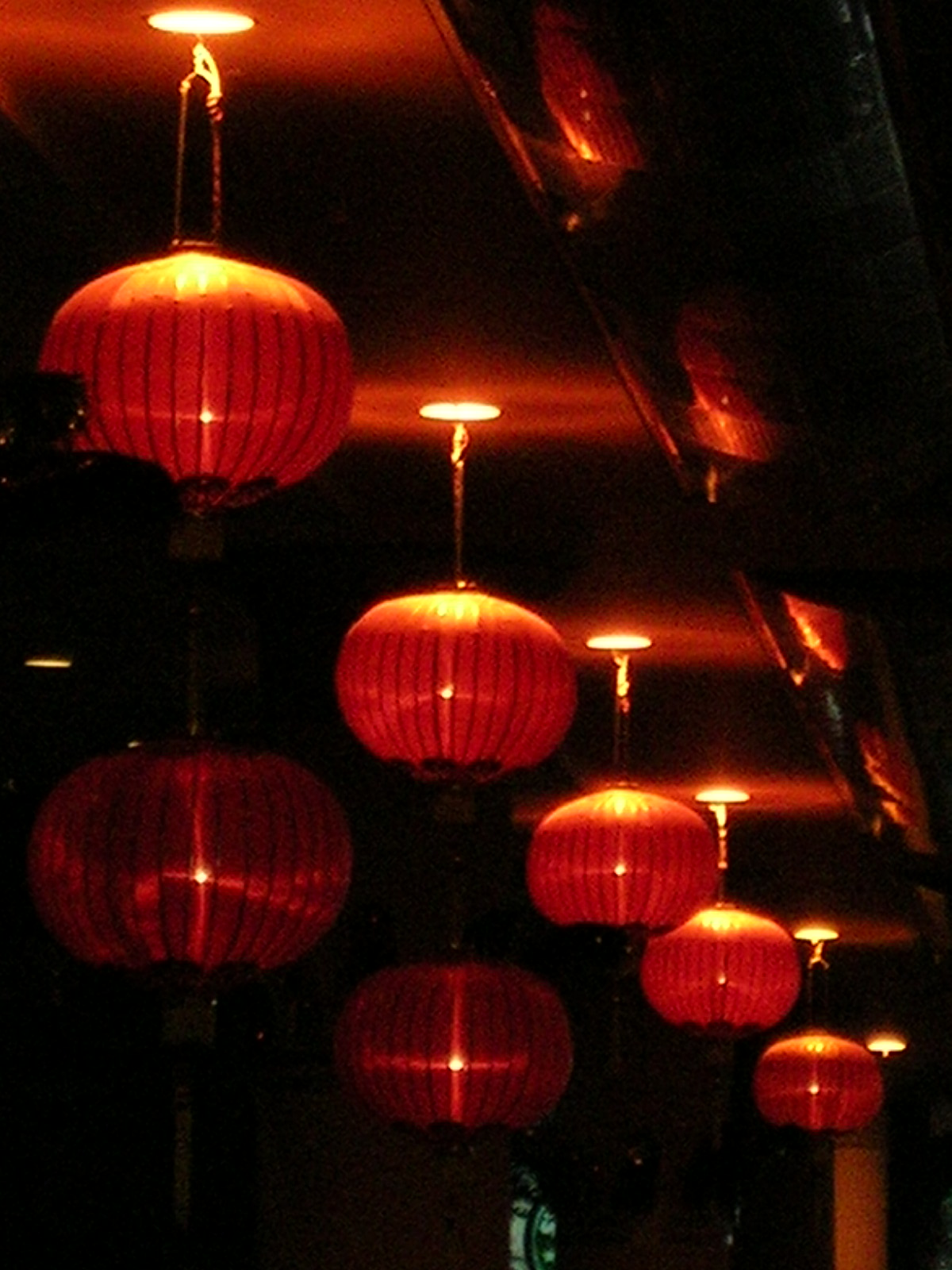
Linternas rojas, vistas a menudo durante las festividades en China

Hay una leyenda que cuenta que era un tiempo para adorar a Taiyi, el Dios del cielo en la antigüedad. Se creía que Taiyi controlaba el destino del mundo humano. Tenía dieciséis dragones a su entera disposición, él decidía cuándo causar sequía, tormentas, hambruna o plagas sobre los seres humanos. Empezando con Qin Shi Huang, el primer emperador de China, todos los emperadores ordenaban ceremonias espléndidas cada año. El emperador le pedía a Taiyi que traiga climas favorables y buena salud para él y su pueblo.
El Emperador Wu de la dinastía Han dirigió especial atención a este acontecimiento. En 104 a. C., lo proclamó como una de las celebraciones más importantes y la ceremonia duraba toda la noche.
Otra leyenda relaciona al Festival de las Linterna con el taoísmo. Tianguan es la deidad taoísta responsable de fortuna buena. Su  cumpleaños es el decimoquinto día del primer mes lunar. Se dice que a Tianguan le gustan todos los tipos de diversión, así que los seguidores preparan varios tipos de actividades durante las cuales rezan por buena fortuna.
Una leyenda distinta asocia a la Fiesta de los Faroles con un guerrero antiguo llamado Lan Moon, que dirigió una rebelión contra el rey tiránico en la China antigua. Fue asesinado en el ataque a la ciudad y los exitosos rebeldes conmemoraron el festival en su nombre.
Sin embargo, otra leyenda común que trata de los orígenes del Festival de la Linterna habla de una bella grulla que voló a la tierra desde el cielo. Después de que aterrizó en la tierra, fue cazada y matada por unos aldeanos. Esto enfadó al Emperador de Jade en el cielo porque la grulla era su favorita. Por lo que,  planeó una tormenta de fuego para destruir el pueblo en el decimoquinto día lunar. La hija del Emperador de Jade advirtió los habitantes del plan de su padre para destruir su pueblo. Hubo confusión en el pueblo porque nadie sabía cómo podrían huir a su destrucción inminente. No obstante, un hombre sabio de otro pueblo sugirió que cada familia debía colgar linternas rojas alrededor de sus casas, hacer fogatas en las calles, y explotar petardos en el decimocuarto, decimoquinto, y decimosexto día lunar. Esto daría el pueblo el aspecto de estar en llamas para el Emperador de Jade. En el decimoquinto día lunar, las tropas enviadas desde cielo para destruir el pueblo vio que el pueblo ya estaba ardiendo, y regresaron al cielo para informar al Emperador de Jade. Satisfecho, el Emperador de Jade decidió no para incendiar el pueblo. Desde aquel día, las personas celebran el aniversario en el decimoquinto día lunar cada año cargando linternas en las calles y haciendo explotar petardos y fuegos artificiales.
Otra leyenda sobre los orígenes de la Fiesta de los Faroles involucra a una doncella llamada Yuan-Xiao. En la dinastía Han, Dongfang Shuo era el consejero favorito del emperador. Una día de invierno, él fue al jardín y escuchó a una niñita llorando y a punto de saltar en un pozo para suicidarse. Shuo la detuvo y le preguntó el porqué y ella le dijo que era Yuan-Xiao, una doncella en el palacio del emperador, y que nunca había podido ver a su familia desde que empezó a trabajar ahí. Si ella no podía mostrar su piedad filial en esta vida, sería mejor morir. Shuo le prometió buscar una forma de reunirla con su familia, salió del palacio y armó un puesto en la calle. Debido a su reputación, muchas personas pedían que les diga su fortuna pero todos obtenían la misma predicción, un calamitoso fuego el decimoquinto día lunar. El rumor se esparció de rápido.
Todo el mundo estaba preocupado sobre el futuro así que le pidieron ayuda a Dongfang Shuo. Dongfang Shuo dijo que en el decimotercer día lunar, el Dios de fuego enviaría una hada de rojo montando un caballo negro para incendiar la ciudad. Cuando las personas vieran al hada, ellas tenían que pedir piedad. Aquel día, Yuan-Xiao pretendió ser el hada roja. Cuándo las personas le pidieron ayuda, ella dijo que tenía una copia de un decreto del Dios del fuego que debía ser llevado al emperador. Después de que se fue, las personas fueron al palacio para mostrarle al emperador el decreto que decía que la ciudad capital se incendiaría en el decimoquinto día. Cuándo el emperador le pidió consejo a Dongfang Shuo, él dijo que al Dios del fuego le gustaba comer tangyuan (dumplings dulces). Yuan-Xiao tenía que cocinar tangyuan en el decimoquinto día lunar y el emperador debía ordenar que cada casa preparase tangyuan para adorar al Dios del fuego al mismo tiempo. También, cada casa en la ciudad tenía que colgar una linterna roja y hacer explotar petardos. Por último, todo el mundo en el palacio y las personas fuera de la ciudad tendían que llevar sus linternas a la calle para ver las decoraciones de linternas y los fuegos artificiales. Así, engañarían al Emperador de Jade  y todos evitarían el desastroso fuego.
El emperador siguió el plan alegremente. Las linternas estaban en todas partes de la ciudad capital la noche del decimoquinto día lunar y las personas andaban en la calle y  había petardos ruidosos. Se veía como si la ciudad entera estaba en llamas. Los padres de Yuan-Xiao fueron al palacio para mirar las decoraciones de linternas y se reunieron con su hija. El emperador decretó que las personas debían hacer lo mismo cada año. Debido a que Yuan-Xiao cocinaba el mejor tangyuan, las personas llamaron al día Festival Yuan-Xiao.
Por cada Festival celebrado, ocurre un cambio en el zodíaco chino. Si este año es el año de la vaca, el siguiente será el año del tigre.

## Tradición

### Encontrar el amor
Al comienzo, las personas jóvenes eran acompañadas de chaperones en las calles con la esperanza de encontrar el amor. Los casamenteros estaban muy ocupados tratando unir parejas. Las linternas más brillantes eran símbolos de esperanza y buena suerte. Con el paso del tiempo, el festival ya no tiene tales implicaciones en la mayor parte de China continental, Taiwán o Hong Kong.

### Tangyuan o Yuanxiao
Consumido durante la Fiesta de los Faroles, tangyuan '湯圓' (sur de China, Taiwán y sureste Asia) o yuanxiao '元宵' (norte de China) es un bola de arroz glutinosa típicamente rellena con pasta de alubia roja dulce, pasta de sésamo, o mantequilla de maní. De hecho, tangyuan es diferente de yuanxiao debido a procesos  de preparación manual y relleno distintos . Se puede preparar hervido, frito o al vapor, cada uno tiene un sabor independiente. Sin embargo, son muy similares en forma y sabor, así que la mayoría de personas no los distingue por conveniencia y los considera lo mismo. Las personas chinas creen que la forma redonda de las bolas y los tazones donde se sirven  simbolizan unión familiar, y que comer tangyuan o yuanxiao puede traer a la familia armonía, felicidad y suerte en el año nuevo.

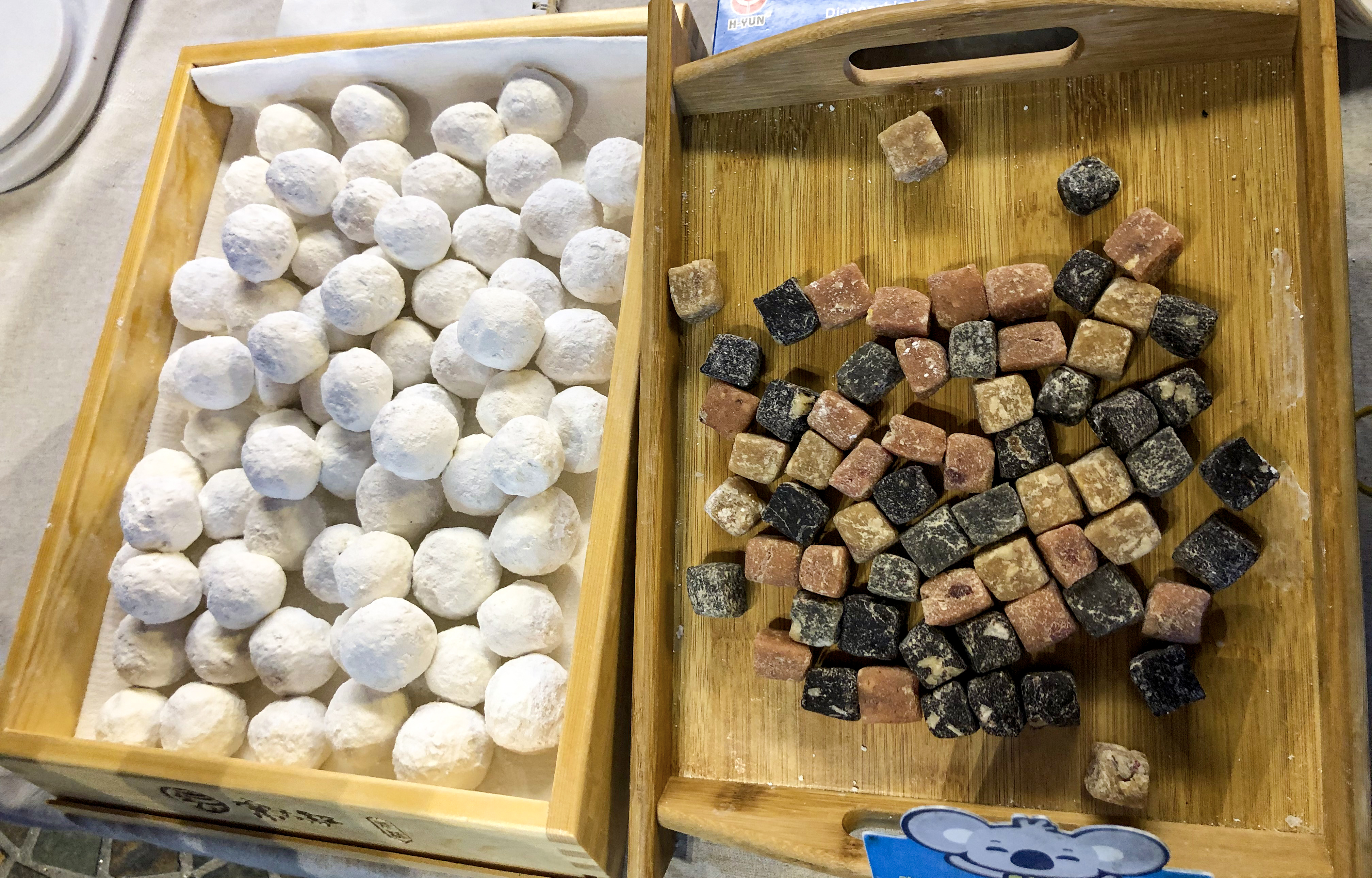
Yuanxiao y sus rellenos
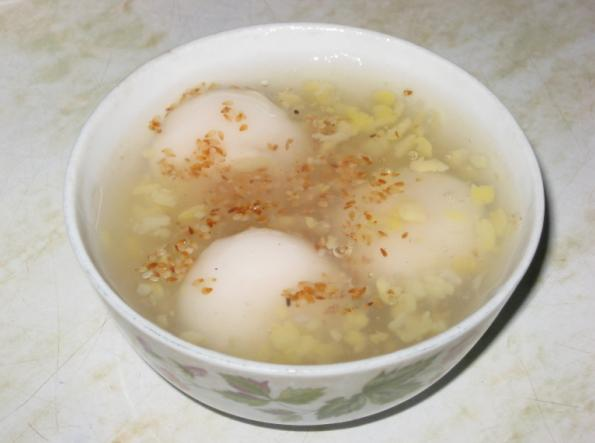
Yuanxiao
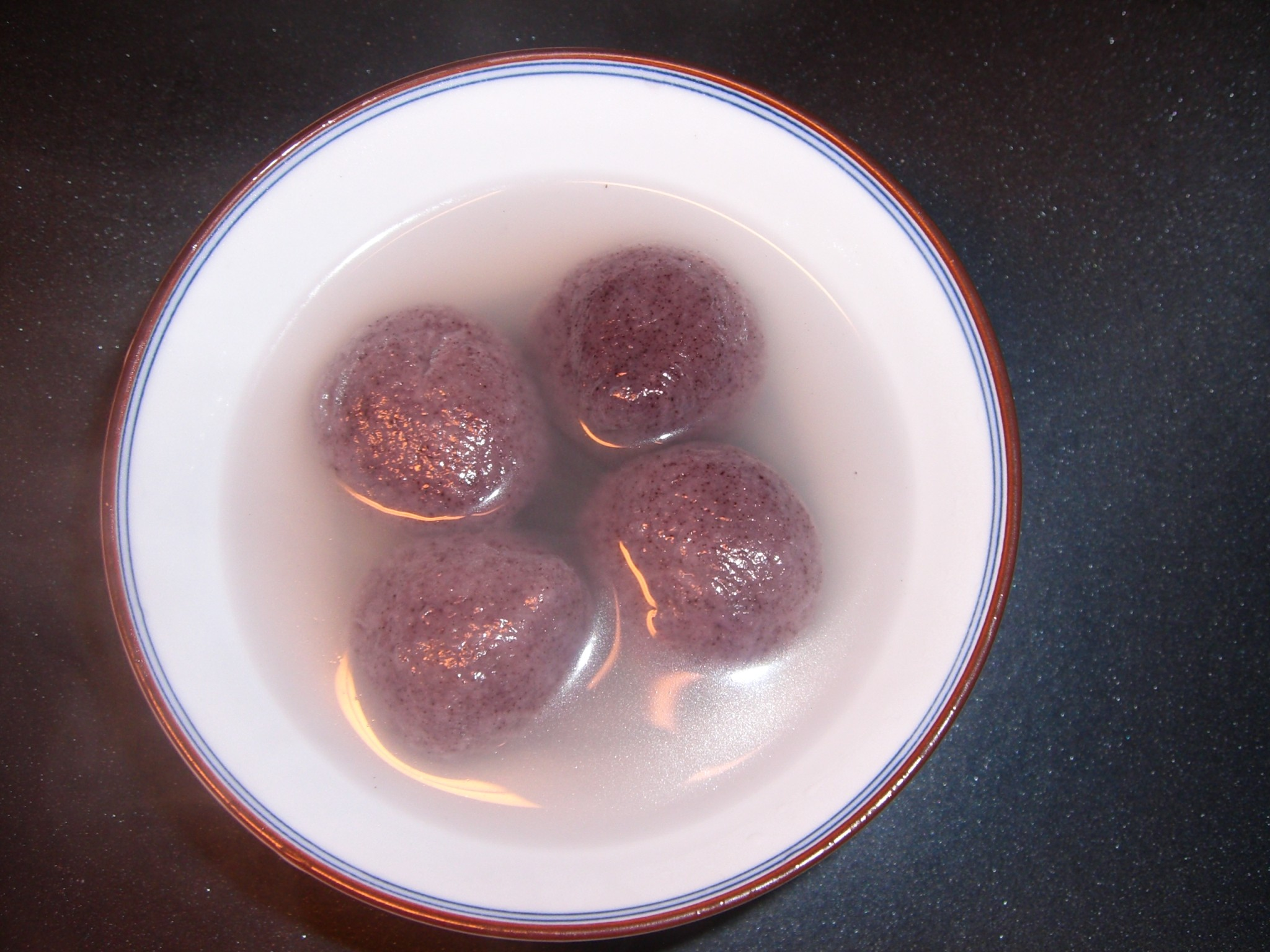
Yuanxiao
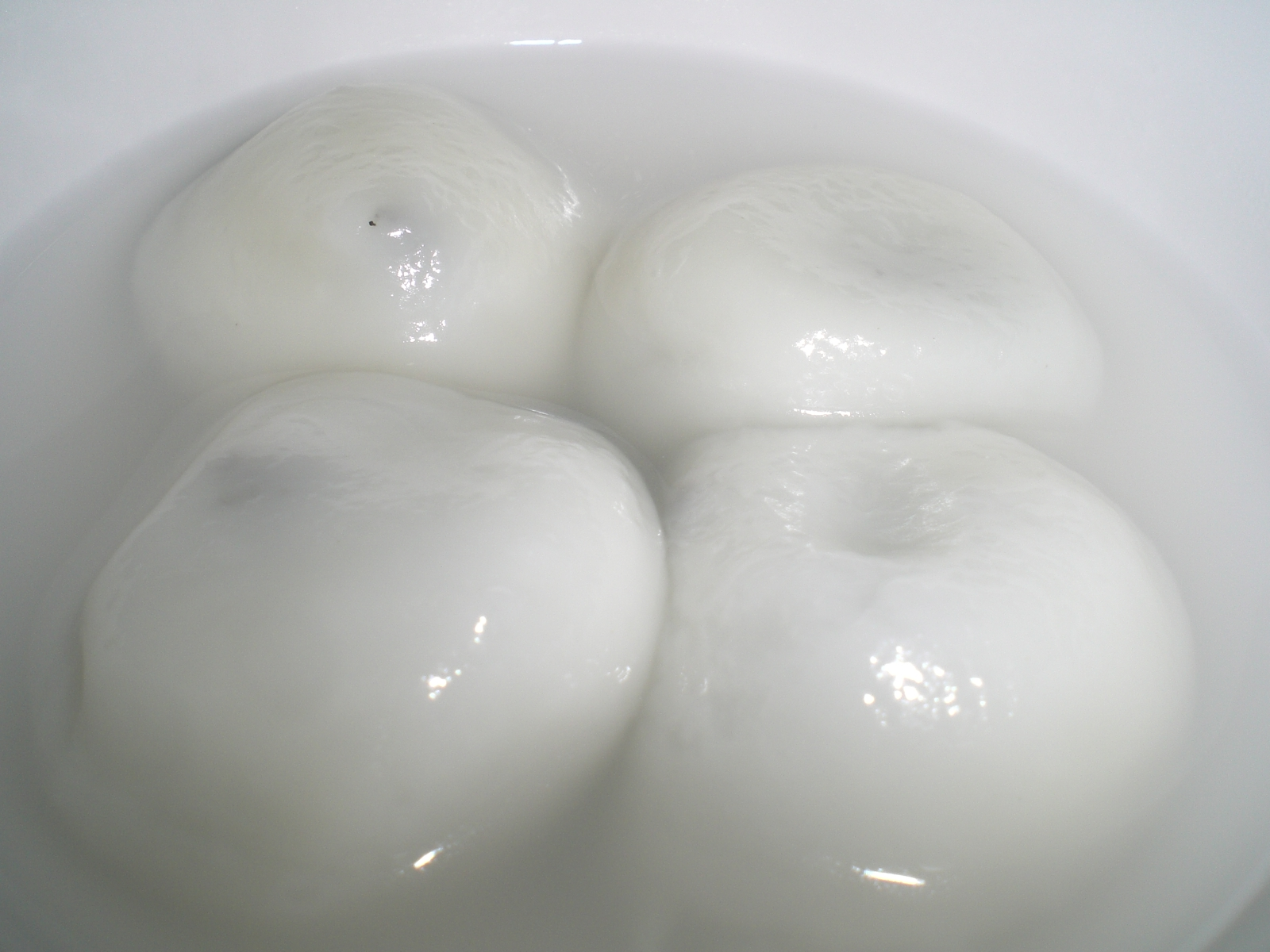
Yuanxiao
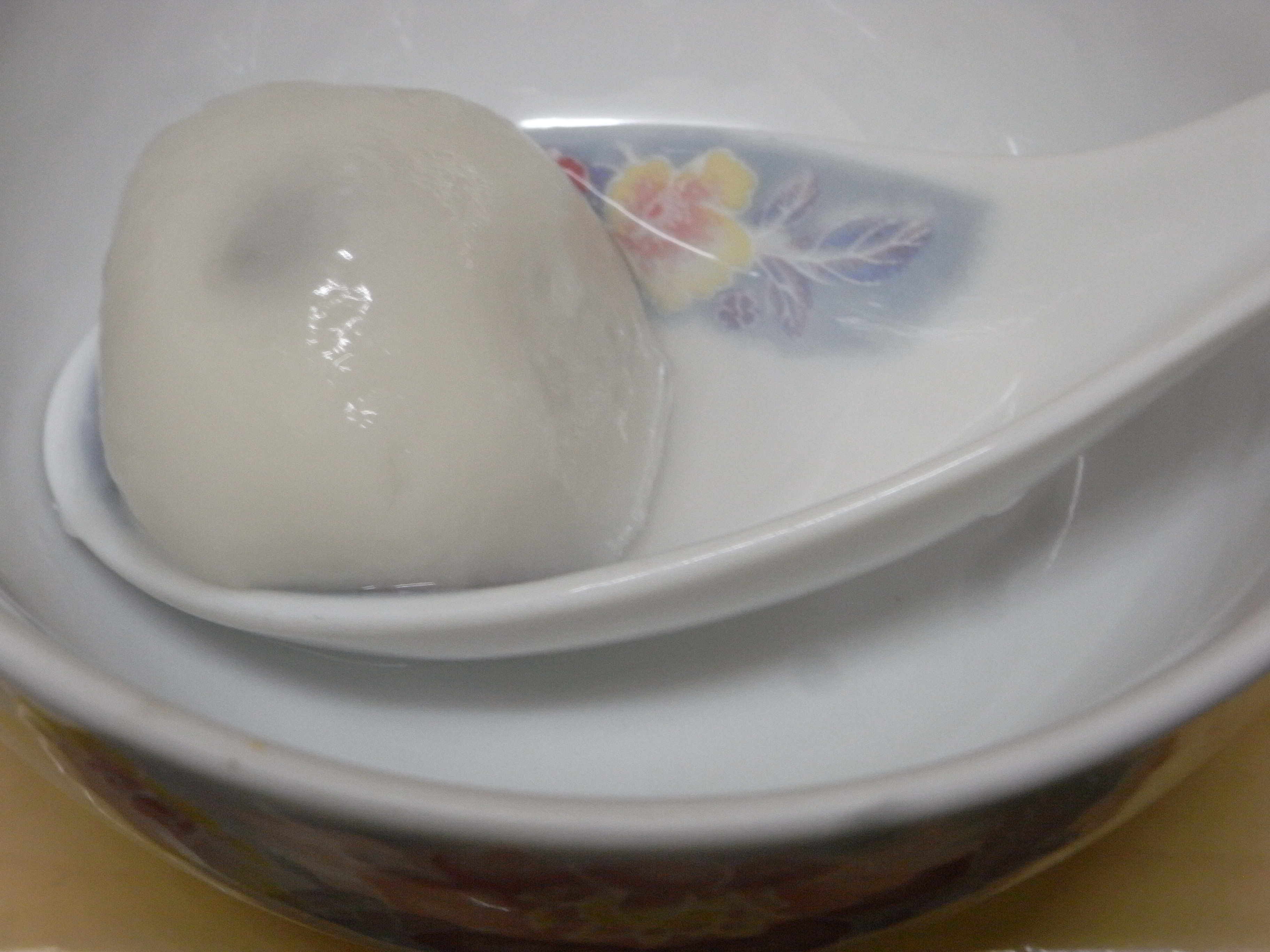
Yuanxiao
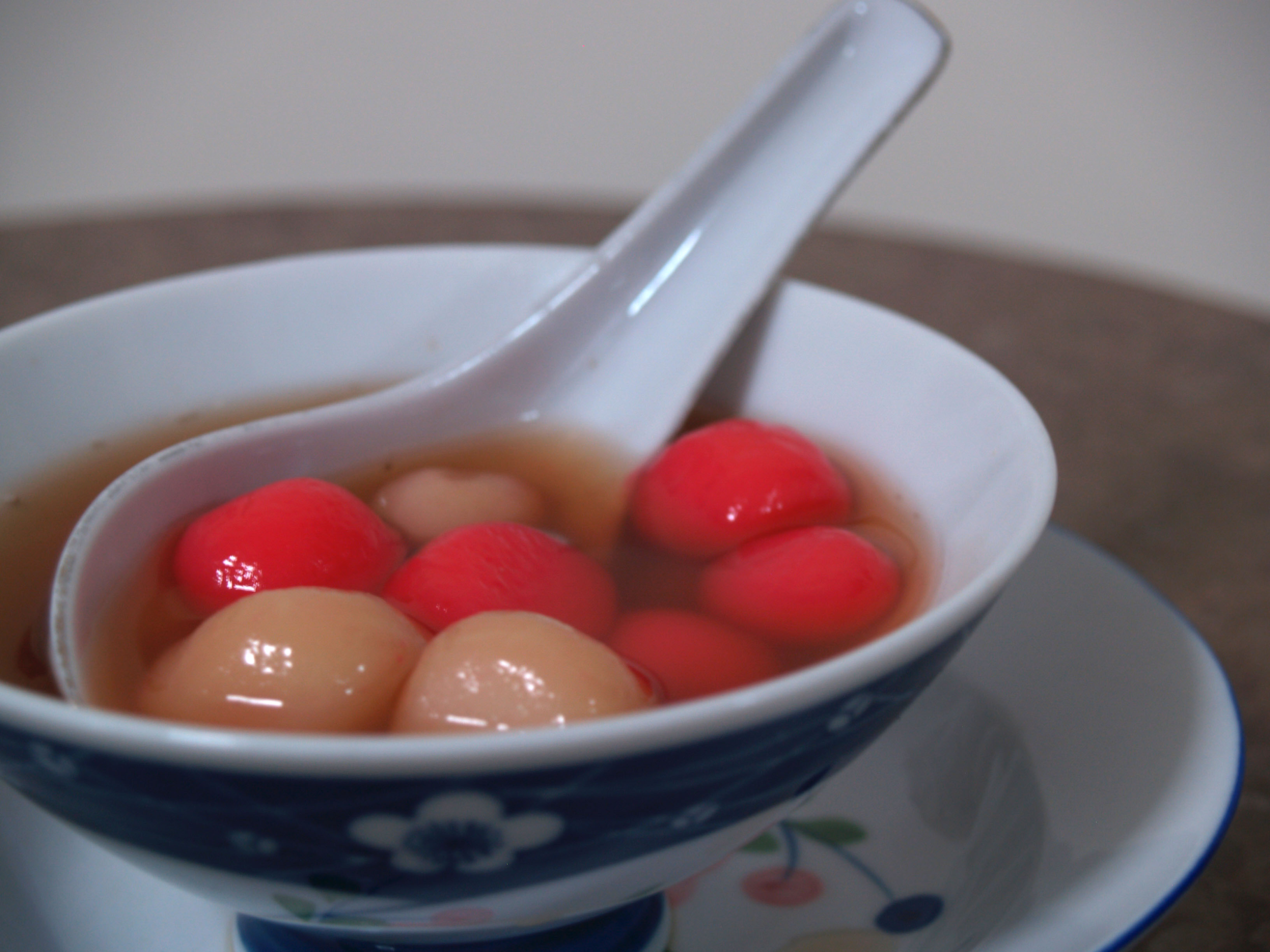
Tangyuan
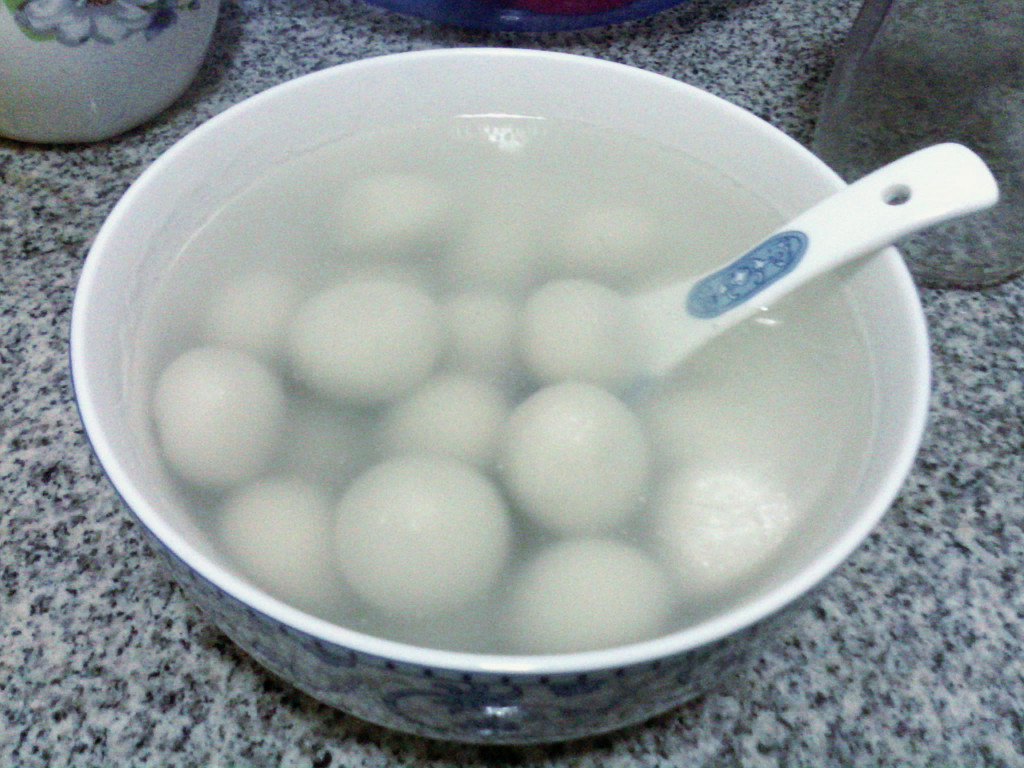
Tangyuan
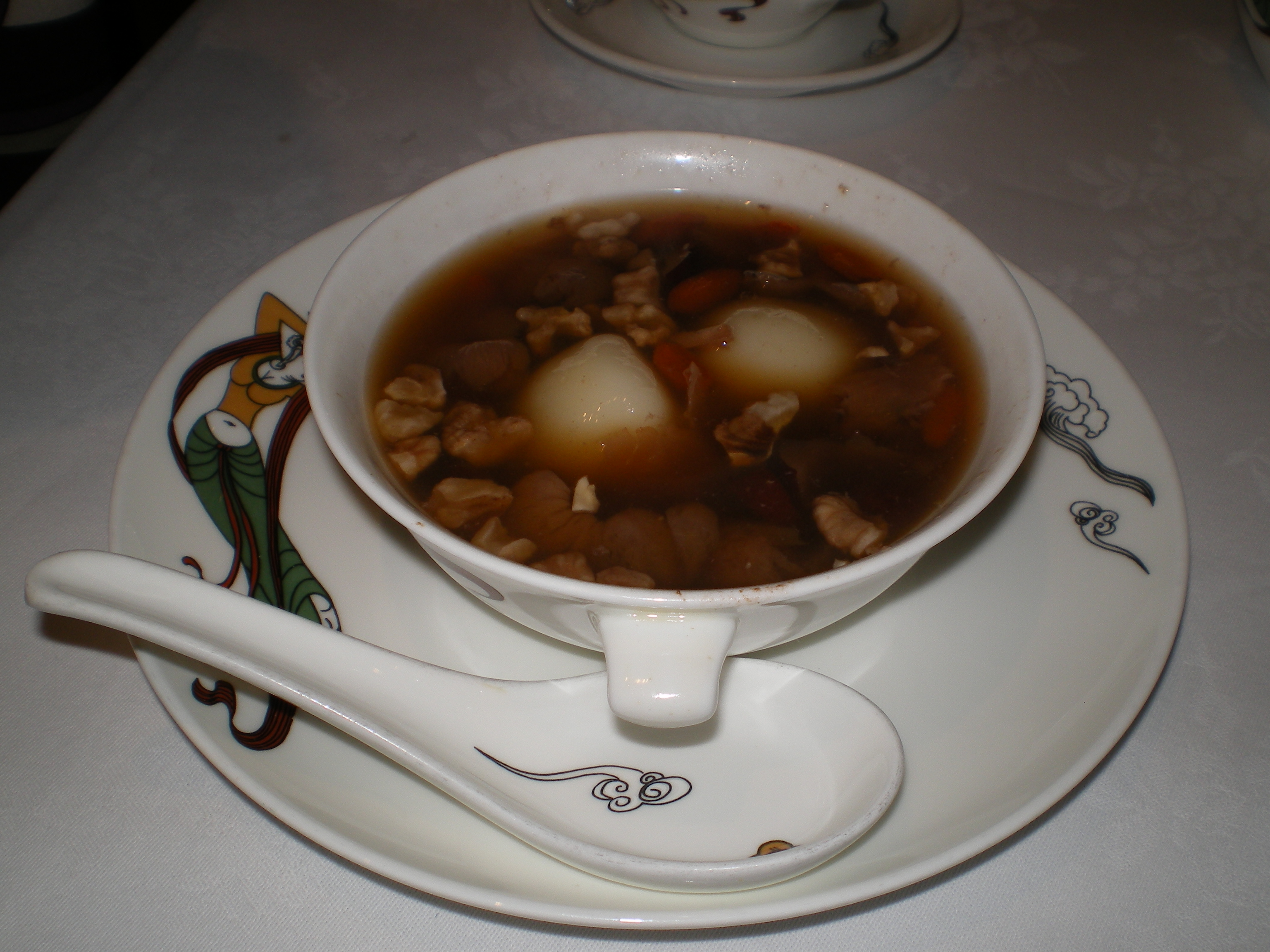
Tangyuan
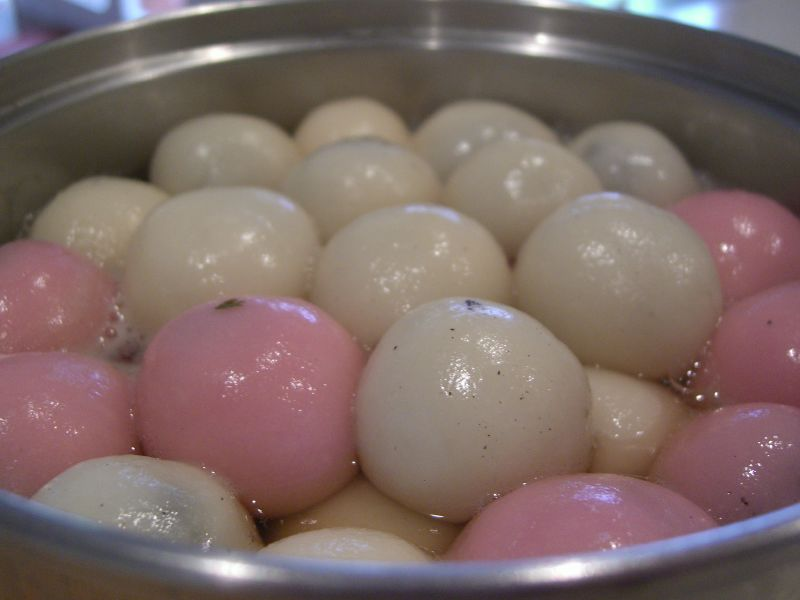
Tangyuan
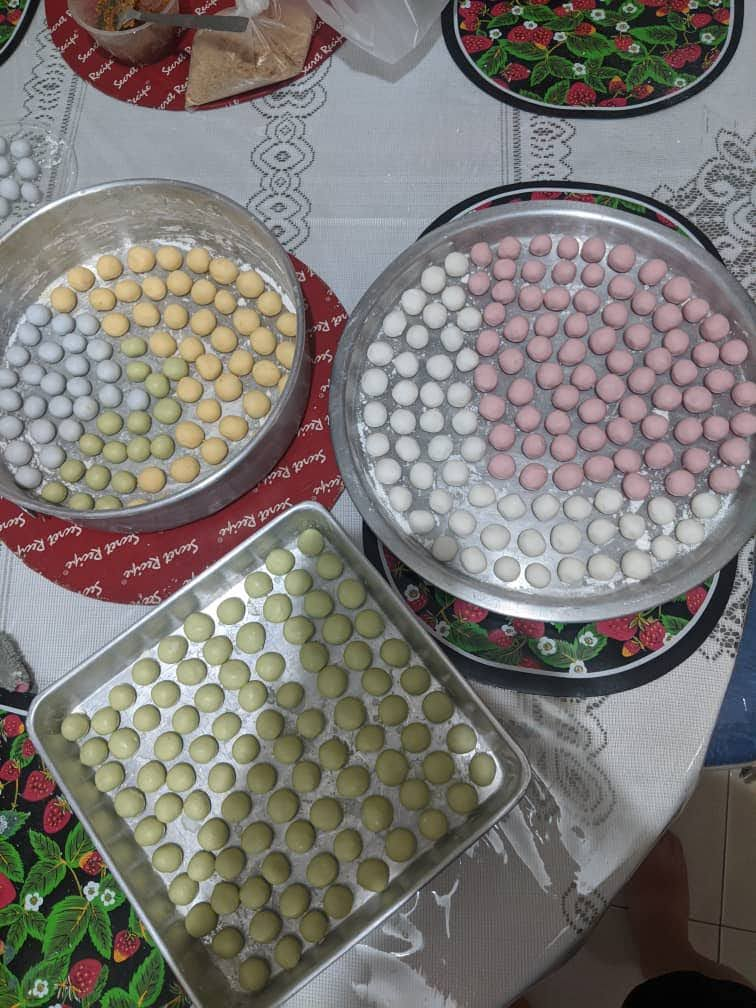
Tang Yuan

### SigloVIy posteriormente

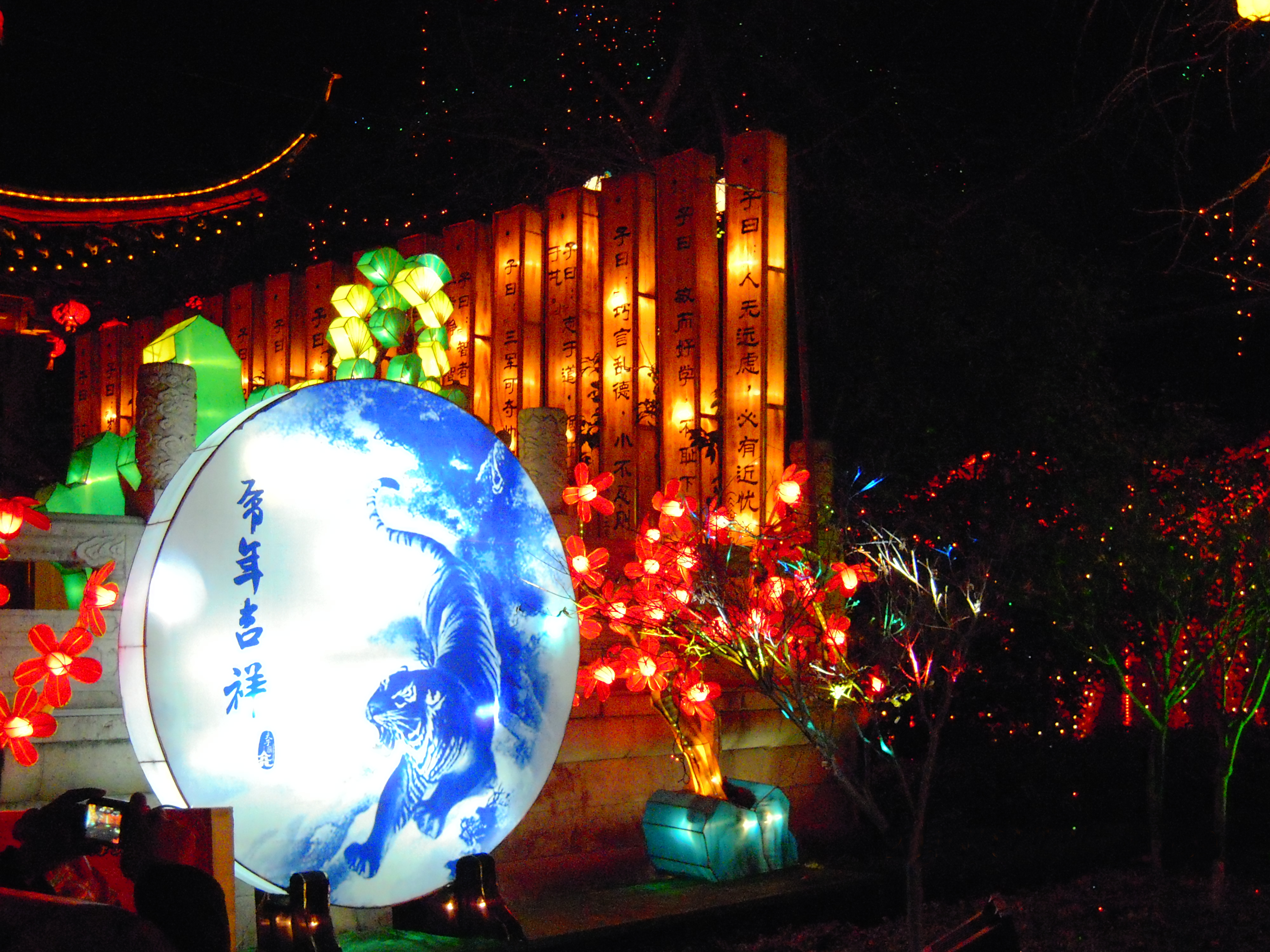
Linternas en Qinhuai Feria de la Linterna

Hasta la dinastía Sui en el siglo VI, el Emperador Yang invitaba enviados de otros países a China para ver las coloridas linternas encendidas y disfrutar de los presentaciones de la gala.
Al principio de la dinastía Tang  en el siglo VII, las exhibiciones de linterna duraban tres días. El emperador también levantaba el toque de queda y dejaba a las personas disfrutar las linternas festivas día y noche. No es difícil de encontrar poemas chinos qué describen esta feliz escena.
En la dinastía Song, el festival se celebraba durante cinco días y las actividades empezaron a extenderse hacia muchas de las grandes ciudades en China. El cristal colorido e incluso el jade solían usarse para hacer linternas, con figuras de cuentos tradicionales pintadas en las linternas. 
No obstante, la celebración de la Fiesta de los Faroles más grande tuvo lugar en la parte a inicios del siglo XV. Las festividades continuaban por diez días. El emperador Yongle reservó el área céntrica para mostrar las linternas. Incluso hoy en día, hay un sitio en Pekín llamado Dengshikou. En chino, deng significa linterna y shi es mercado. El área se volvió un mercado donde se vendían linternas durante el día y al anochecer, los locales iban para ver las bonitas linternas encendidas en exhibición. 
En la actualidad, el mostrar linternas  todavía es un acontecimiento importante en el decimoquinto día del primer mes lunar por toda China. Chengdu en la provincia Sichuan del suroeste de China, por ejemplo, celebra una feria de linterna cada año en el Parque de Cultura. Durante el Festival de la Linterna, el parque es un océano virtual  de linternas. Muchos los diseños nuevos atraen a grandes cantidades de visitantes. La linterna más llamativa es el palo dragón,una linterna en la forma de un dragón dorado haciendo espirales en un palo de 38 metros de alto.y lanzando fuegos artificiales de su boca. Ciudades como Hangzhou y Shanghai ha adoptado linternas eléctricas y de neón, que a menudo pueden ser vistos junto a sus contrapartes de papel  o de madera. Otra actividad popular en este festival está adivinar las adivinanzas de la linterna (que se volvió parte del festival durante la  dinastía Tang). A menudo, estos contienen mensajes de  buena fortuna, reencuentro familiar,  abundante cosecha, prosperidad y amor. Al igual que la calabaza tallada en una jack-o'-lantern para Halloween en el mundo occidental, los padres asiáticos, en algún momento, enseñan a sus niños a tallar el interior delrábano oriental /mooli/ daikon como una Linterna-Cai-Tou para el Festival. 

### Festividades
La danza del león (舞獅), el caminar sobre zancos (踩高蹺), los juegos de adivinanzas (猜燈謎),y la danza del dragón (耍龍燈) son muy populares durante el Festival de la Linterna.
Según eruditos japoneses, la adivinanza de la linterna se volvió popular en la época de la Dinastía Song del Norte (960-1126). Un anfitrión hace las adivinanzas de linterna cubriendo un lado de la linterna y pegando adivinanzas en los otros tres lados de las linternas. Los participantes adivinan el lado cubierto al solucionar las adivinanzas, lo que se conoce como "Romper/solucionar adivinanzas de linterna". La temática de las adivinanzas puede ser dibujada de clásicos, biografías, poesías, filósofos, historias conocida y novelas, proverbios, nombres de toda clase de aves, animales e insectos, así como flores, vegetales, y hierbas. Los participantes pueden arrancar la adivinanza de la linterna y dejar que el anfitrión verifique sus respuestas. Aquellos que contestan bien pueden obtener un "premio de adivinanza", que incluye tinta, papel,  pinceles para escribir, losas de tinta, abanicos, sachets de perfume, fruta o comestibles.